# Musikgruppen RAA
Musikgruppen RAA är en svensk musikgrupp. 
Bandet, som bildades 1973, var en av de första svenska världsmusikgrupperna och sägs ha likheter med brittiska The Incredible String Band. Deras första skiva Musikgruppen RAA (1980) var en dubbel-LP och innehåller folkmusik från olika länder. Medlemmar var då Anders Rabe, Arnold Svensson, Bert Kolker, Göran Stark, Kaj Magnusson och Stellan Sagvik På deras andra LP Briggen Salta Anna (1982) hade Ulla-Carin Nyquist tillkommit på sång. Bandet spelade en hel del live på politiska möten, musikpubar, bibliotek och skolor, samt medverkade under 1970-talet en rad framträdanden  i radio och TV. Kolker och Magnusson startade även barnmusikgruppen Låt & Leklaget och 1983 upplöstes Musikgruppen Raa. Gruppen har dock återuppstått med delvis nya medlemmar och givit ut nya inspelningar.

## Diskografi
- 1980 – Musikgruppen RAA (dubbel-LP, Piglet Records PR 2003)
- 1981 – Briggen Salta Anna (LP, Piglet Records PR 2007)
- 1992 – Musikgruppen RAA 1973–83: RAAriteter (dubbel-CD, Nosag Records CD 001)
- 2005 – Onda Bet (CD, Gason CD 722)
- 2009 – Fest i byn (CD, Gason CD 742)
- 2010 – The Incredible RAA Band (CD, Gason CD 743)
- 2021 – Tappen ur tunnan (CD+DVD, Gason CD766)